# Crisen
Crisenul  este o hidrocarbură aromatică policiclică cu formula moleculară C18H22, care este format din patru nuclee benzenice legate. Este un constituent natural al gudroanelor cărbunilor de pământ, de unde a fost și izolat pentru prima dată. 
Denumirea de „crisen” provine din limba greacă, Χρύσoς (hrisos) însemnând „aur”, și face referire directă la culoarea galben-aurie a compusului.

## Siguranță
Asemănător celorlalte hidrocarburi aromatice policiclice, se crede că crisenul ar fi un compus cancerigen. În momentul de față, se știe doar că provoacă cancer la animalele supuse testelor din laborator. 